# Люди Писания
Лю́ди Писа́ния (араб. أهل الكتاب‎ [ахль аль-китаб]) в исламе — последователи иудаизма (яхуди) и христианства (насара), а также сабии (саби’ун), которые считают Божественными Писаниями имеющиеся у них книги Таурат (Тора), Забур (Псалтирь) и Инджиль (Евангелие).Термином «люди писания» мусульмане отделяют их от язычников. В Коране этот термин употребляется несколько  раз.
Ислам строго запрещает мусульманам оскорблять или покушаться на жизнь, имущество, честь и достоинство людей Писания. Находясь в исламском государстве, они имели право свободно исповедовать свою религию. Взамен этого они как зимми должны были платить специальный налог (джизья), в то время как мусульмане выплачивали закят.
Мусульманам разрешено иметь родственные связи и деловые отношения с людьми Писания. Мусульмане-мужчины могут жениться на христианках и иудейках, но мусульманкам выходить замуж за любого немусульманина запрещено.
Коран и сунна подвергает людей Писания осуждению со стороны Аллаха за то, что те не приняли последнего пророка Мухаммада, исказили свои священные книги, отошли от принципов строгого монотеизма и т. д. Исламская доктрина не считает их религии истинными и спасительными.

## Иудеи
В исламе иудеи обозначаются термином яхуд (араб. يهود‎). Этот термин появляется в Коране в мединский период и означает иудеев, которые были современниками пророка Мухаммада или иудеев вообще. Обычно иудеи стоят рядом с христианами. До Медины (Ясриба) употреблялось в основном обозначение «сыны Израилевы» (бану Исра’ил).
В Коране отразилось двоякое отношение к иудеям. С одной стороны, они придерживались тех же принципов единобожия, что и мусульмане, а ислам как бы очищал и восстанавливал строгое единобожие, утерянное иудеями. В мекканский и в начале мединского периода пророчества Мухаммад предполагал найти среди иудеев, составлявших значительную часть населения Медины и многих североаравийских оазисов, соратников и последователей. Коран содержит обращение к иудеям, как к близким по духу людям. Однако мединские иудеи не признали пророческую миссию Мухаммада, встретили его с недоверием и насмешками. Вступив в союз с курайшитами, иудеи открыто враждовали с Пророком, в результате чего в первые годы хиджры произошёл ряд стычек с мединскими иудеями, приведших к изгнанию из Медины членов племён кайнука’, курайза и надир, а затем к военным походам против иудейских центров Хайбар, Фадак и др. Вражда с аравийскими иудеями также отразилась в Коране. В религиозном плане в мединский период пророк Мухаммад все острее ощущал и воспринимал ислам как отдельную религию, отличную от иудаизма и христианства. Тогда и появляется обвинение иудеев в обожествлении ‘Узайра (Ездры).
Общая религиозная концепция Корана ставит иудеев в промежуточное состояние между верующими и неверующими (ахль аль-китаб). Пророк Ибрахим (Авраам) считается общим предком евреев и арабов, мусульмане имеют много общих с иудеями почитаемых персонажей и святых мест. Согласно исламскому праву, иудеи входят в категорию людей, находящихся под опекой исламского государства (ахль аз-зимма). Иудейские общины подчинялись своим руководителям, которые и осуществляли все контакты с исламскими правителями, которые не вмешивались во внутренние дела общин.
В Средние века иудеи благополучно существовали во всех районах исламского мира, даже в Южной Аравии, хотя согласно преданию пророк Мухаммад приказал очистить Аравийский полуостров от представителей любых других религий, кроме ислама. Мусульмане относились к иудеям терпимее, чем христиане в Европе.
В Средние века (особенно в VIII—IX веках) обращённые в ислам и сохранявшие свою веру иудеи часто занимали видные административные посты в исламских государствах. Иудейские торговцы играли весьма важную роль в экономической жизни исламского Средневековья. В иудейских общинах, проживавших в средневековых мусульманских странах шла активная культурная деятельность, развивались богословские и философские школы, создавалась художественная литература. Культура иудейских общин взаимодействовала с культурой окружающих народов. В первые века истории ислама (VIII—XI века), арабо-мусульманская культура питалась многими историческими представлениями и богословскими идеями иудаизма, однако постепенно происходил обратный процесс — художественная литература, грамматические учения, философские идеи проникали в иудейскую среду. В Средние века обиходным языком ближневосточных иудеев становится арабский. На арабском языке, хотя и еврейским шрифтом, велась значительная часть деловой переписки, существовала своеобразная литература, записывались сказания и легенды.
В колониальную эпоху европейские державы начали использовать христианские и иудейские общины в своих интересах для проникновения в исламские страны. В XX веке в результате погромов и системной дискриминации среди иудейских общин арабских стран получили большое распространение идеи сионизма, следствием чего было резкое обострение межобщинных отношений. После создания в 1948 году государства Израиль подавляющее большинство иудеев арабских и исламских стран переселилось туда, составив особый слой израильского населения.

## Христиане
Христиане упоминаются в Коране в мединских сурах. Коран упоминает также об их вражде с иудеями и об их внутренних распрях. Коран отвергает претензии христиан на правильное исповедание веры во Всевышнего Бога и обвиняет их в том, что они объявили пророка Ису (Иисуса) Богом, а также исповедуют догмат о Троице.
В Коране несколько раз подчеркивается, что пророк Ибрахим и другие почитаемые исламом пророки не были «ни иудеями, ни христианами». Эти упоминания отразили эволюцию отношения Пророка к христианам, которые были широко представлены в начале VII века в Аравии. В начале своей проповеди Мухаммад рассчитывал на быстрое признание со стороны христиан. Гонимые в Мекке мусульмане бежали в Эфиопию к христианскому правителю (негус) и в качестве подтверждения своей близости христианству читали ему аяты Корана, посвященные Исе, Яхье (Иоанну) и Марьям (Марии). Эти аяты проникнуты явной симпатией к христианам. По мере отказа аравийских христиан, а затем и христианских правителей Северной Аравии признать Мухаммада пророком, усиливается полемика с ними, обвинение их в многобожии. Отголоском споров Мухаммада с христианами из Наджрана (исторический Йемен, современная Саудовская Аравия) считается 61 аят суры Семейство Имрана. В целом, однако, тон высказываний Корана о христианах более благожелателен, чем тон высказываний об иудеях.
В дальнейшем термин «христиане» часто заменяется общим для христиан и иудеев — «люди Писания» и «люди договора» (ахль аз-зимма). Термин насара в арабском языке означает христиан вообще и христиан стран Востока, а для христиан вне мусульманского мира в Средние века чаще употреблялись этнополитические обозначения типа «ифрандж» («франки»).
После арабских завоеваний мусульманскому господству была подчинена значительная часть христианского населения бывших провинций Византийской и Сасанидской империи. С населением христианских городов мусульмане часто заключали договоры. При условии выплаты регулярных налогов за христианами сохранялись право свободного исповедания своей веры, право владения имуществом и землями. Христиан, как правило, лишали права строительства новых церквей, но в разные периоды Средневековья строгость соблюдения этого правила менялась.
Мусульманские государства признавали духовных руководителей христианских общин их административными и политическими вождями, которые осуществляли все официальные контакты с мусульманскими властями. Они гарантировали выплату налагавшихся на иноверцев налогов, вершили суд внутри общины и так далее. Принцип самоуправления христианских общин сохранялся на протяжении всего Средневековья.
Христиане не обладали равными правами с мусульманами, их свидетельства против мусульман в суде не принимались. На христиан налагались (в разные периоды в разной степени) ограничения в одежде, способе передвижения, месте обитания и так далее. Примером жестоких гонений на иноверцев могут служить годы правления фатимидского халифа аль-Хакима (996—1021).
В VII—XI веках христиане пользовались большим влиянием в мусульманском обществе. В VII—VIII веках в их руках находилась значительная часть делопроизводства Халифата. В середине VII века, при Омейядах, блистал поэт-христианин Аль-Ахталь, видные христианские мыслители спорили с дамаскскими халифами о вере. С середины VIII века при Аббасидах христиане продолжали занимать высокие должности в административном аппарате. Даже у Буидов и Фатимидов (X—XI века) бывали визири христианского вероисповедания.
В VIII—IX веках христиане сыграли большую роль в развернувшейся деятельности по переводу на арабский язык научной литературы с сирийского и греческого. Ряд профессий как бы закрепились за немусульманами. Запрет ростовщического процента (риба) превратил финансово-ссудную деятельность почти полностью в сферу занятий иудеев и христиан. Христиане занимались медициной, виноградарством и виноделием. Во многих областях жизни средневекового общества Востока мусульмане и христиане трудились в рамках единой культурной и хозяйственной системы (например, мусульманская Испания).
Под влиянием крестовых походов и по мере усиления традиционалистских тенденций в исламском обществе в XII—XV веках постепенно усиливается изоляция христианских общин. С образованием Османской империи (XV—XVI века) увеличилось количество христиан, находившихся под прямой политической властью мусульман. Отношения обострялись усилением политического и торгового проникновения европейских государств в мусульманские страны, сочетавшегося с миссионерской деятельностью. Восточные христиане невольно или сознательно становились проводниками интересов европейских держав. В ответ на это в XIX веке Османская империя под предлогом уравнения немусульман и мусульман в сфере прав и обязанностей попыталась полностью подчинить их своей юрисдикции, что встретило активное сопротивление христиан и христианских государств. Усилилось давление на христиан, разжигалась межобщинная рознь, выливавшаяся не раз в кровавые столкновения. В начале XX века это вылилось в массовые убийства христиан (армян, греков, ассирийцев) на территории современной Турции.
В середине XX века активная политика секуляризации, проводимая в исламских странах, привела к ослаблению межобщинной розни. Во многих событиях национально-освободительной борьбы христиане выступали бок о бок с мусульманами. В 70—80-х годах XX века усилилась религиозная вражда, в частности в Ливане и Египте, где социальные конфликты вновь стали принимать форму религиозных. В настоящее время в рамках исламского мира большая часть христиан (около 5 млн.) — живёт в арабских странах. Они представляют главным образом такие течения, как православие, католицизм (включая униатство), несторианство, миафизиты и др.

## Сабии
Сабии занимали промежуточное положение между верующими и язычниками и пользовались «покровительством» мусульманской общины. Сабии упоминаются в Коране наряду с иудеями и христианами в качестве людей, которые получат награду за то, что верили в Бога, Судный день и жили благочестиво. Согласно контексту Корана, сабиями должны быть представители какой-то из иудео-христианских сект, однако кто конкретно имеется в виду, неизвестно. Обычно термин сабии толкуется как происходящий от вавилонско-арамейского с-б-’ — «крестить». Комментаторы Корана не знали точно, кто такие сабии, и высказывали предположения, что ими могли быть мандеи или секта, близкая к ним, либо аравийские ханифы.
После возникновения Арабского халифата с текстами Корана стали связывать себя мандеи («христиане Иоанна Крестителя») и харранская община в Северной Месопотамии. Сообщается, что ок. 640 года, лидер мандеев, Ануш бар Данка, отправился в Багдад, чтобы предстать перед мусульманскими властями, показав им копию Гинзe Раббe (священную книгу мандеев) и провозгласив главным мандейским пророком Иоанна Крестителя (Яхью). Следовательно, мусульманские власти предоставили им статус людей Писания. Однако это сообщение, вероятно, апокрифично, и если оно вообще имело место, то должно было произойти после основания Багдада в 762 году. Самым ранним источником, недвусмысленно применявшим термин «сабиан» к мандеям, был аль-Хасан ибн Бахлул (ок. 950—1000) со ссылкой на аббасидского визиря Абу Али Мухаммада ибн Мукла (ок. 885—940). Тем не менее, неясно, идентифицировали ли себя мандеи этого периода уже как сабийцы или же заявление исходит от Ибн Муклы.
В VIII—XI веках последние по преимуществу назывались сабиями. Харранские сабии сохранили древние месопотамские астральные культы, донесли до мусульманского мира многие элементы культурного наследия доисламской Месопотамии, в частности знания в области медицины и алхимии. В IX—X веках харранские сабии появились в Багдаде, где стали играть значительную роль при халифском дворе. Многие сабии были писцами (катиб), занимались врачеванием, переводческой деятельностью и т. д. Из их среды вышли известные философы (Сабит ибн Курра), историки (Ибрахим и Хилал ас-Саби). В XI веке эти сабии как отдельная община перестали существовать. В настоящее время название сабии сохранилось только за общиной мандеев в Южном Ираке.